# Вальдемар I Великий
Вальдемар I Великий (дан. Valdemar den Store; 14 січня 1131 — 12 травня 1182) — король Данії у 1157–1182 роках, герцог Шлезвігу у 1147–1154 роках, онук Мстислава-Гаральда (у хрещенні Федора), великого князя Київського.

## Життєпис

### Боротьба за владу
Походив з династії Естрідсенів. Син Кнуда Лаварда, данського принца, та Інгеборги Мстиславни, дочки Мстислава Великого, великого князя Київського. Ще дитиною втратив батька (його вбив Магнус I Сильний) й виховувався родиною Ассера Ріга.
Активно став втручатися у політику з початком війни у 1146 році між двома претендентами на корону — Кнудом V та Свеном III. Спочатку Вальдемар підтримував Свена, за що отримав титул герцога Шлезвігу у 1147 році. Проте у 1154 році перейшов на бік Кнуда V. Водночас Вальдемар з власним військом зумів закріпитися на півночі Ютландії. У 1157 році між Свеном III, Кнудом V та Вальдемаром було укладено угоду про розподіл королівства. З цього моменту Вальдемар став королем Ютландії. Того ж року Свен III заманив своїх ворогів у пастку, де зміг вбити Кнуда V, проте Вальдемар утік. Зібравши війська, 23 жовтня 1157 року у битві при Грате Хед Вальдемар I завдав нищівної поразки армії Свена III. Під час битви останній загинув. З цього моменту Вальдемар став єдиним королем Данії.

### Король
Отримавши владу, Вальдемар I почав проводити політику на зміцнення свого внутрішнього становища та посилення впливу країни у Балтиці.
Спочатку у 1158 році він призначив свого друга Абсалона, сина Ассера Ріга, єпископом Роскілле. Того ж року розпочав війну із слов'янами-венедами. Для більшого успіху уклав союз з герцогом Генріхом III Левом. Загалом Вальдемар I здійснив проти слов'ян близько 20 суходільних та морських походів. Водночас запеклою була війна з князем Ніклотом з племені ободритів. Зрештою у 1168 році йому вдалося захопити Аркону, головне місто венедів у Померанії, приборкати острів Рюген. При цьому король Данії наказав зруйнувати усі поганські ідоли.
Під час війни з венедами, у 1160 році, виник конфлікт поміж королем Данії та Ескілом, архієпископом Лунда. Зрештою більшість знаті та єпископів підтримали Вальдемара I, тому архієпископ вимушений був тікати до Франції. Остаточно залагодити цю справу вдалося лише у 1177 році. Тоді новим архієпископом став Абсалон, ще раніше папа римський Олександр III визнав права сина Вальдемара Кнуда на данський трон. Це дало змогу у 1171 році коронувати Кнуда як співкороля Вальдемара I.
У 1170-х роках Вальдемар I активно втручався у громадянську війну в Норвегії з метою посилити свій вплив на цю країну, втім зазнав невдачі.
У 1180—1181 роках вибухнуло повстання знаті, невдоволеної політикою з централізації королівства (зокрема, підвищилася роль королівських намісників, до яких перейшло багато військових, податкових функцій). Вальдемар I вимушений був тікати із столиці Роскілле. Втім згодом йому вдалося придушити опір повсталих аристократів.
У 1182 році почалося повстання селян у провінції Сконе. Вальдемар I рушив з військом для його придушення, проте раптово помер у Вордінгборзі 12 травня.

## Родина
Дружина — Софія (1140—1198), дочка Володаря, князя Мінського.
Діти:
- Кнуд VI (1163—1202), король Данії з 1182 до 1202 року
- Вальдемар II (1170—1241), король Данії з 1202 до 1241 року
- Софія (1159—1208), дружина Зігфріда III, графа Орламюнде
- Маргарет (?—?), черниця
- Марія (?—?), черниця
- Гелена (д/н—1233), дружина Вільгельма, герцога Брауншвейг—Люнебурга
- Рікеса (1190—1220), дружина Еріка X, короля Швеції
- Інгеборг (1175—1236), дружина Філіпа II Августа, короля Франції.

Коханка
Діти:
- Христофер (1150—1173), герцог Південноютландський